# Лукас Гофер
Лукас Гофер (нім. Lukas Hofer) — італійський біатлоніст. У 2009 він двічі вигравав гонки на чемпіонаті світу серед юніорів.
Лукас виступає на етапах Кубка світу з 2008 року.

## Статистика
У таблиці наведено статистику виступів біатлоніста в Кубку світу.
- Місця 1–3: кількість подіумів
- Чільна 10: кількість фінішів у першій десятці
- В очках: кількість виступів, на яких біатлоніст здобував очки
- Старти: кількість стартів
- Естафета: включно зі змішаною

| Місця                    | Індивід. | Спринт | Персьют | Мас-старт | Естафета | Разом |
| ------------------------ | -------- | ------ | ------- | --------- | -------- | ----- |
| 1                        |          |        |         |           |          |       |
| 2                        |          | 1      |         |           | 1        | 2     |
| 3                        |          |        |         | 1         | 1        | 2     |
| Чільна 10                |          | 3      | 1       |           | 8        | 12    |
| В очках                  | 1        | 9      | 5       | 2         | 11       | 28    |
| Стартів                  | 8        | 19     | 7       | 2         | 11       | 47    |
| Станом на: 23 січня 2011 |          |        |         |           |          |       |